# Зандберг (Гелдерланд)
Зандберг (нід. Zandberg) — селище в нідерландській провінції Гелдерланд. Входить до муніципалітету Бюрен. Перша згадка про селище датується 1874 роком. Його назва буквально перекладається як «піщана гора». Наразі у селищі нараховується близько 20 будинків.